# Alimentador Carabayllo (Metropolitano)
El servicio AN-09 o alimentador Carabayllo del Metropolitano conecta la Estación Los Incas(*) con la urbanización El Progreso, ubicada en el distrito de Carabayllo.

## Características
Su flota está compuesta por autobuses amarillos de 12 metros.

### Horarios y Tarifas
| Servicio Alimentador | Lunes a Sabado | Lunes a Sabado | Domingo       | Domingo       |
| Servicio Alimentador | De ida         | De vuelta      | De ida        | De vuelta     |
| -------------------- | -------------- | -------------- | ------------- | ------------- |
| Regular              | 05:30 - 00:00  | 05:00 - 23:30  | 05:30 - 23:00 | 05:00 - 22:30 |

| TARIFA      | Regular | Expreso |
| ----------- | ------- | ------- |
| General     | S/ 1.50 | -       |
| Estudiantes | S/ 0.75 | -       |
| CONADIS     | Gratis  | Gratis  |

## Recorrido
| Ida Carabayllo                | Avenida Universitaria — Avenida Los Incas — Avenida Túpac Amaru — Avenida Manuel Prado                                                                                         |
| Vuelta Estación Los Incas (*) | Avenida Manuel Prado (esq. Jr. Tokio) — Jirón Tokio — Jirón Mariscal Raimundo Benavides — Jirón César Vallejo — Avenida Manuel Prado — Avenida Túpac Amaru — Avenida Los Incas |

## Paraderos
| N°  | Paradero                           | Común con        |
| --- | ---------------------------------- | ---------------- |
| 1   | Universitaria (*)                  | AN-04            |
| 2   | Fe y Alegría (*)                   | AN-04 AN-08AN-19 |
| 3   | Hospital de Collique (*)           |                  |
| 4   | San Felipe (*)                     | AN-19            |
| 5   | Santa Isabel (*)                   | AN-19            |
| (/) | Terminal Chimpu Ocllo (embarque 1) |                  |
| 6   | Chimpu Ocllo                       | AN-10AN-11AN-19  |
| 7   | La Flor                            | AN-19            |
| 8   | Caudivilla                         | AN-19            |
| 9   | Manco Cápac - Merino               | AN-19            |
| 10  | José Pardo                         | AN-19            |
| 11  | Villa Esperanza                    | AN-19            |
| 12  | Ciro Alegría                       | AN-19            |
| 13  | La Cumbre                          | AN-19            |
| 14  | Augusto B. Leguía (KM. 22)         | AN-19            |
| 15  | Plaza El Progreso                  |                  |
| 16  | Lenin                              |                  |
| 17  | Santos Chocano                     |                  |
| 18  | Tokio                              |                  |

| N°  | Paradero                           | Común con        |
| --- | ---------------------------------- | ---------------- |
| 1   | Tokio                              |                  |
| 2   | Parque Jorge Chávez                |                  |
| 3   | Lenin                              |                  |
| 4   | Plaza El Progreso                  |                  |
| 5   | Túpac Amaru                        |                  |
| 6   | Augusto B. Leguía (KM. 22)         | AN-19            |
| 7   | La Cumbre                          | AN-19            |
| 8   | Ciro Alegría                       | AN-19            |
| 9   | Cedros                             | AN-19            |
| 10  | Villa Esperanza                    | AN-19            |
| 11  | José Pardo                         | AN-19            |
| 12  | Manco Cápac - Merino               | AN-19            |
| 13  | Caudivilla                         | AN-19            |
| 14  | La Flor                            | AN-19            |
| 15  | Chimpu Ocllo                       | AN-10AN-11AN-19  |
| (/) | Terminal Chimpu Ocllo (embarque 1) |                  |
| 16  | Santa Isabel (*)                   | AN-19            |
| 17  | San Felipe (*)                     | AN-19            |
| 18  | San Carlos (*)                     |                  |
| 19  | Hospital de Collique (*)           |                  |
| 20  | Fe y Alegría (*)                   | AN-04 AN-08AN-19 |
| 21  | Universitaria (*)                  | AN-04            |